# Teresjky
Teresjky (Oekraïens: Терешки) is een dorp en een gemeente (dorpsraad) in Oekraïne, in het rayon Poltava van de oblast Poltava. Het dorp heeft 2450 inwoners, het gemeente bestaat uit twee dorpen (Teresjky en Kopyly) en telt 4742 inwoners (2005).